# Stellaria sikaramensis
Stellaria sikaramensis är en nejlikväxtart som beskrevs av K.H. Rechinger. Stellaria sikaramensis ingår i släktet stjärnblommor, och familjen nejlikväxter. Inga underarter finns listade i Catalogue of Life.